# 9.ª Divisão de Montanha (Nord)
A 9ª Divisão de Montanha Nord (em alemão:9. Gebirgs-Division Nord) foi uma unidade militar que serviu no Exército alemão durante a Segunda Guerra Mundial.

## Comandantes
| Comandante                    | Data                                  |
| ----------------------------- | ------------------------------------- |
| Generalmajor Mathias Kräutler | 6 de maio de 1945 - 8 de maio de 1945 |

## Oficiais de operações
| Oberstleutnant Ernst Pickel | 6 de maio de 1945 - 8 de maio de 1945 |

## Área de operações
| Noruega | maio de 1945 |